# Liste der Wasserschutzgebiete im Landkreis Heidenheim
In der Liste der Wasserschutzgebiete im Landkreis Heidenheim sind Wasserschutzgebiete (WSG) im Landkreis Heidenheim in Baden-Württemberg aufgeführt. Sie ist nach den offiziellen WSG-Nummern sortiert. In den Wasserschutzgebieten gelten für die Gewässer (Grundwasser, oberirdische Gewässer) besondere Ge- und Verbote, um das Wasser vor Verunreinigungen zu schützen. Die für die Wasserschutzgebiete zuständige Dienststelle ist das Landratsamt des Landkreises Tübingen.
Diese Liste ist Teil der übergeordneten Liste der Wasserschutzgebiete in Baden-Württemberg und erhebt keinen Anspruch auf Vollständigkeit.

## Geschichte
Der Landkreis Heidenheim macht jährlich Angaben zur Entwicklung der Nitratkonzentrationen in den einzelnen Wasserschutzgebieten und erlässt für das folgende Jahr entweder Auflagen für Landwirte oder lockert bisherige Bewirtschaftungsauflagen auf der Grundlage der seit 1988 geltenden Schutzgebiets- und Ausgleichsverordnung (SchALVO) des Landes Baden-Württemberg. Diese Verordnung wurde zum 1. März 2001 novelliert. Neben der Einhaltung bestimmter Nitrat-Boden-Werte, die jährlich vom 15. Oktober bis 15. November gemessen werden, ist im Rahmen der SchALVO unter anderem vorgeschrieben, dass in den Wasserschutzgebieten Düngung und Pflanzenschutzmaßnahmen nach guter fachlicher Praxis erfolgen müssen, um das Grundwasser vor Beeinträchtigung durch Stoffeinträge aus der Landbewirtschaftung zu schützen.

## Wasserschutzgebiete im Landkreis Heidenheim
Grundlage: Daten aus dem Umweltinformationssystem (UIS) der LUBW Landesanstalt für Umwelt Baden-Württemberg

| WSG-Nr. | WSG-Name                             | Hauptgemeinde           | Lage | Fläche (Hektar) | Datum (Rechtsverordnung) | Bild       |
| ------- | ------------------------------------ | ----------------------- | ---- | --------------- | ------------------------ | ---------- |
| 135001  | WSG Fassungen im Brenztal            | Heidenheim an der Brenz | ⊙    | 38934,28        | 1977-12-14               | Heidenheim |
| 135002  | WSG WF im Egautal                    | Dischingen              | ⊙    | 28182,38        | 1967-10-31               | Neresheim  |
| 135004  | WSG TB 1-3 Itzelberg                 | Königsbronn             | ⊙    | 3,94            | 1972-12-13               | Wasserwerk |
| 135005  | WSG TB Hohe Wart                     | Herbrechtingen          | ⊙    | 9,36            | 1986-05-06               |            |
| 135006  | WSG TB Sachsenhausen                 | Giengen an der Brenz    | ⊙    | 17,89           | 1986-05-22               |            |
| 135007  | WSG TB Dettingen                     | Gerstetten              | ⊙    | 13,68           | 1986-05-05               |            |
| 135101  | WSG TB I - VI der Stadtwerke Giengen | Giengen an der Brenz    | ⊙    | 132,92          | 2009-04-22               | Giengen    |
| 135152  | WSG TB 1-5 Siebter Fuß               | Heidenheim an der Brenz | ⊙    | 386,94          | 2007-06-29               |            |
| 135153  | WSG TB Hirschtal 1+2                 | Steinheim am Albuch     | ⊙    | 440,19          | 2002-02-10               |            |
| 135156  | WSG TB 1+2 Versunkene Sohlen         | Sontheim an der Brenz   | ⊙    | 16,10           | 1990-08-08               |            |
| 135157  | WSG Fassungen 1+2 Sontheim i.S.      | Steinheim am Albuch     | ⊙    | 7,61            | 1998-10-22               |            |
| 135159  | WSG TB 1-3 Brünneleswiesen           | Herbrechtingen          | ⊙    | 97,73           | 2000-11-23               |            |
| 135160  | WSG TB 1+2u. SBR in der Furcht       | Hermaringen             | ⊙    | 90,53           | 2001-07-24               |            |
| 135206  | WSG Qu. Fleinheim                    | Nattheim                | ⊙    | 40,05           | 2000-02-16               |            |
| 135208  | WSG TB Schmittenberg                 | Heidenheim an der Brenz | ⊙    | 98,58           | 2001-05-09               |            |